# ایزوسوربید
ایزوسوربید (به انگلیسی: Isosorbide) یک ترکیب شیمیایی با شناسه پاب‌کم ۱۲۵۹۷ است. شکل ظاهری این ترکیب، جامد بی‌رنگ است.